# 马伊斯群岛

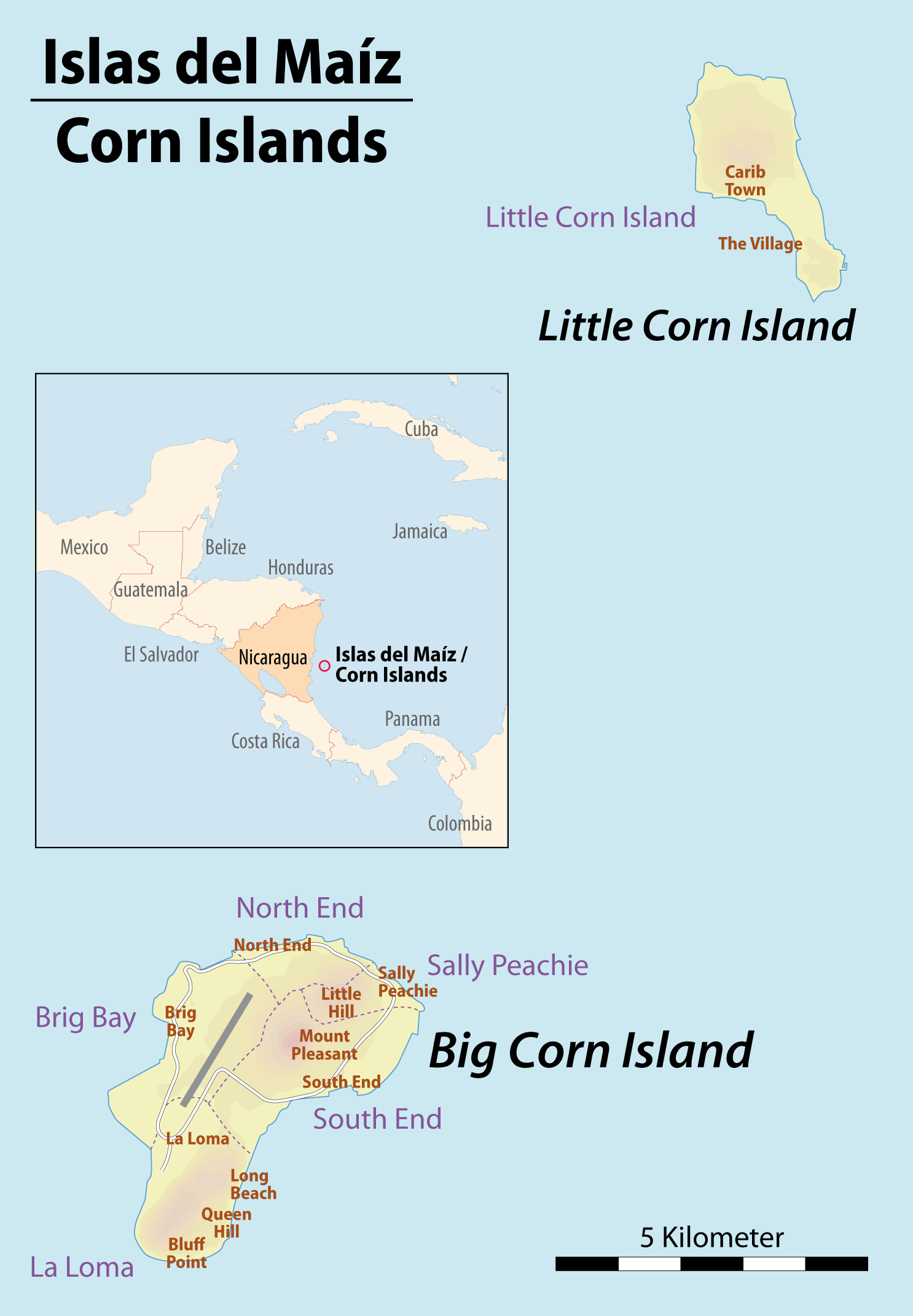

马伊斯群岛（西班牙語：Islas del Maíz），或意譯為玉米群島，是加勒比海西部的一组岛屿，属尼加拉瓜。主要包括大马伊斯岛和小马伊斯岛，人口约2,500人。
17世纪至19世纪間，該群島一直是海盗及海难遇险者的历史避难地。1834年后，由英属莫斯基托海岸管辖。1894年，尼加拉瓜宣布对该群岛拥有主权。根据1914年签订的《布赖恩—查莫罗条约》，马伊斯群岛被租借给美国，用做海军基地。美国租借该群岛的主要原因，是为了控制當時拟议开凿的尼加拉瓜运河的入口。
1971年租约到期后，马伊斯群岛归还给尼加拉瓜。现属尼加拉瓜的塞拉亚省。主要出产物品为椰干和椰子油、龙虾和小虾。大科恩岛有旅游业。